# برنارتیتسه (منطقه تروتنوف)
برنارتیتسه (به چکی: Bernartice) یک منطقهٔ مسکونی در جمهوری چک است که در منطقه تروتنوف واقع شده‌است. برنارتیتسه ۹۲۵ نفر جمعیت دارد.